# Erysimum pachycarpum
Erysimum pachycarpum là một loài thực vật có hoa trong họ Cải. Loài này được Hook.f. & Thomson mô tả khoa học đầu tiên năm 1861.